# Straumsbotn
Straumsbotn är en by i Senja kommun i Troms fylke i norra Norge. Orten ligger där fylkesväg 86 möter fylkesväg 862, på östra sidan av fjorden med samma namn.
Tidigare har orten tillhört dåvarande Bergs kommun.